# Hofanlage Intzenbüttel 3
Die Hofanlage Intzenbüttel 3 in der niedersächsischen Samtgemeinde Land Hadeln, Ortsteil Neuhaus-Intzenbüttel, im Landkreis Cuxhaven, stammt aus der zweiten Hälfte des 19. Jahrhunderts. Aktuell (2024) wird sie wohl landwirtschaftlich genutzt.
Die Gebäude stehen unter Denkmalschutz (siehe auch Liste der Baudenkmale in Neuhaus (Oste)).

## Beschreibung
Die Hofanlage südlich der Intzenbütteler Schleife mit einem Baubestand des 19. Jahrhunderts besteht aus
- dem eingeschossigen giebelständigen Wohn- und Wirtschaftsgebäude von 1862 (Inschrift) als Zweiständer-Hallenhaus in Fachwerk mit Steinausfachungen, mit Satteldach, auf verzierten Knaggen vorkragendem Wirtschaftsgiebel mit der Grooten Door mit Korbbogen, mit regionaltypischen senkrecht verbretterten Giebeldreiecken; Wohngiebel später massiv in Backstein erneuert,[2]
- der traufständigen Scheune vom Ende des 19. Jh. mit Satteldach[3]
- und der traufständigen Remise von um 1885 mit schiefergedecktem Satteldach auf hohem Drempel.[4]